# Carrières-sur-Seine
 Carrières-sur-Seine  es una población y comuna francesa, en la región de Isla de Francia, departamento de Yvelines, en el distrito de Saint-Germain-en-Laye y cantón de Houilles.

## Demografía
| 1 186                     | 903 | 914 | 946 | 1 057 | 1 053 | 1 059 | 1 112 | 1 157 | 1 219 | 1 281 | 1 193 | 1 193 | 1 366 | 1 364 | 1 371 | 1 469 | 1 661 | 2 015 | 2 267 | 2 756 | 4 052 | 5 466 | 5 319 | 5 098 | 6 034 | 7 458 | 11 713 | 11 733 | 11 399 | 11 469 | 12 050 | 15 651 |
| (Fuente: INSEE y Cassini) |     |     |     |       |       |       |       |       |       |       |       |       |       |       |       |       |       |       |       |       |       |       |       |       |       |       |        |        |        |        |        |        |